# Ligue de développement du hockey M18 AAA du Québec
Ligue de développement du hockey M18 AAA du Québec (M18AAA), tidigare Ligue de développement du hockey midget AAA du Québec och Ligue de hockey midget AAA du Québec, är en juniorishockeyliga som är baserat i den kanadensiska provinsen Québec och är exklusivt för ishockeyspelare i åldrarna 15, 16 och 17 år gamla.
Den är sanktionerad av både Hockey Canada och Hockey Québec.

## Historik
Ligan grundades 1976 som Ligue de développement du hockey midget AAA du Québec. I ett senare skede fick den namnet Ligue de hockey midget AAA du Québec medan i juni 2021 genomfördes det ett nytt namnbyte och den fick det nuvarande namnet.

## Lagen
Källa: 
| Division CCM - Forestiers d'Amos - L'Intrépide de Gatineau - Phénix du Collège Esther-Blondin - Rousseau Royal de Laval-Montréal - Vikings de Saint-Eustache | Division Tacks - Cantonniers de Magog - Gaulois du Collège Antoine-Girouard - Grenadiers de Châteauguay - Lions du Lac St-Louis - Riverains du Collège Charles-Lemoyne | Division Thaï Zone - Albatros du Collège Notre-Dame - Blizzard du Séminaire Saint-François - Chevaliers de Lévis - Élites de Jonquière - Estacades de Trois-Rivières |

## Mästare
Samtliga lag som har vunnit M18AAA sedan starten av ligan.
| - 1976–1977: Lions du Lac St-Louis - 1977–1978: Lions du Lac St-Louis - 1978–1979: Couillard de Ste-Foy - 1979–1980: Angevins de Bourassa - 1980–1981: Lions du Lac St-Louis - 1981–1982: Gouverneurs de Ste-Foy - 1982–1983: Gouverneurs de Ste-Foy - 1983–1984: Lions du Lac St-Louis - 1984–1985: Lions du Lac St-Louis - 1985–1986: Gouverneurs de Ste-Foy - 1986–1987: Riverains du Richelieu - 1987–1988: Régents Laval-Laurentides-Lanaudière - 1988–1989: Cantonniers de l'Est - 1989–1990: Riverains du Richelieu - 1990–1991: Lions du Lac St-Louis - 1991–1992: Lions du Lac St-Louis | - 1992–1993: Gouverneurs de Ste-Foy - 1993–1994: Gouverneurs de Ste-Foy - 1994–1995: Gouverneurs de Ste-Foy - 1995–1996: Élites de Jonquière - 1996–1997: Gouverneurs de Ste-Foy - 1997–1998: Cantonniers de Magog - 1998–1999: Estacades du Cap-de-la-Madeleine - 1999–2000: Cantonniers de Magog - 2000–2001: Riverains du Collège Charles-Lemoyne - 2001–2002: Gaulois du Collège Antoine-Girouard - 2002–2003: Gaulois du Collège Antoine-Girouard - 2003–2004: Gaulois du Collège Antoine-Girouard - 2004–2005: Forestiers d'Amos - 2005–2006: Cantonniers de Magog - 2006–2007: Blizzard du Séminaire Saint-François - 2007–2008: Gaulois du Collège Antoine-Girouard | - 2008–2009: Gaulois du Collège Antoine-Girouard - 2009–2010: Blizzard du Séminaire Saint-François - 2010–2011: Rousseau Royal de Laval-Montréal - 2011–2012: Gaulois du Collège Antoine-Girouard - 2012–2013: Rousseau Royal de Laval-Montréal - 2013–2014: Commandeurs de Lévis - 2014–2015: Commandeurs de Lévis - 2015–2016: Élites de Jonquière - 2016–2017: Blizzard du Séminaire Saint-François - 2017–2018: Cantonniers de Magog - 2018–2019: Chevaliers de Lévis - 2019–2020: Cantonniers de Magog - 2020–2021: Inställt på grund av covid-19-pandemin. - 2021–2022: Inställt på grund av covid-19-pandemin. |

## Spelare

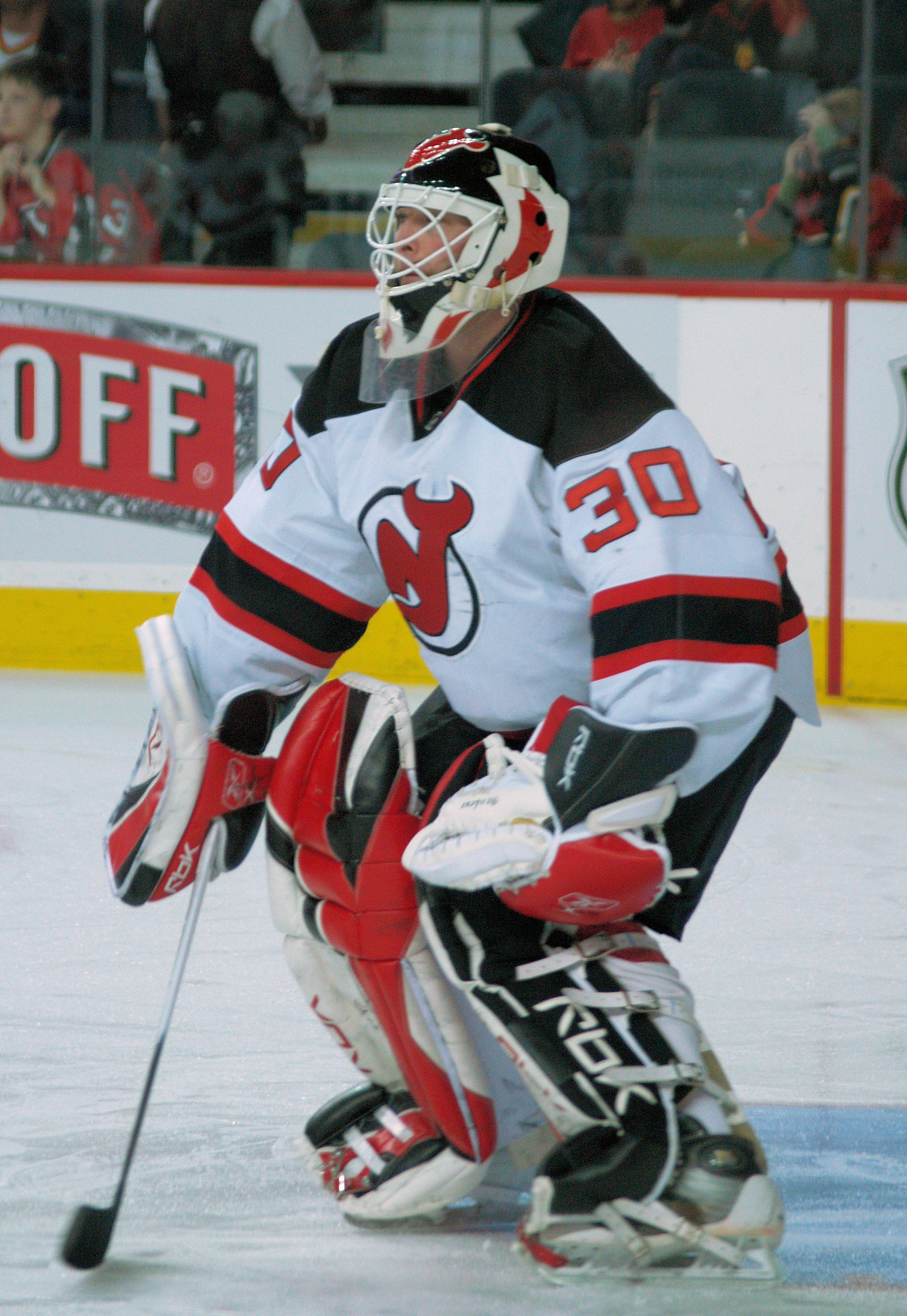
Martin Brodeur.

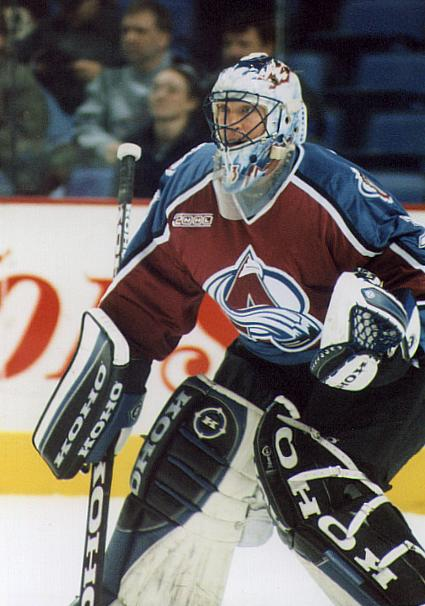
Patrick Roy.

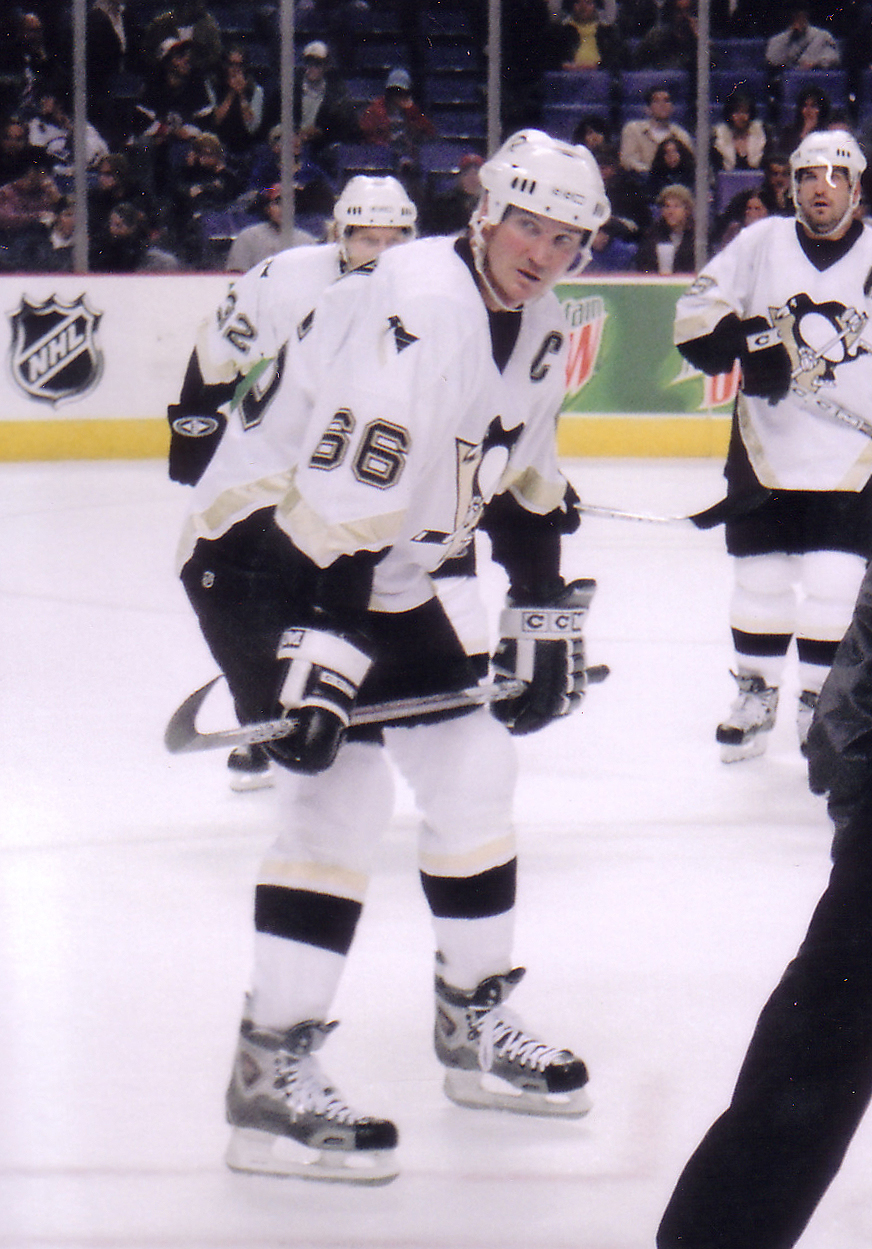
Mario Lemieux.

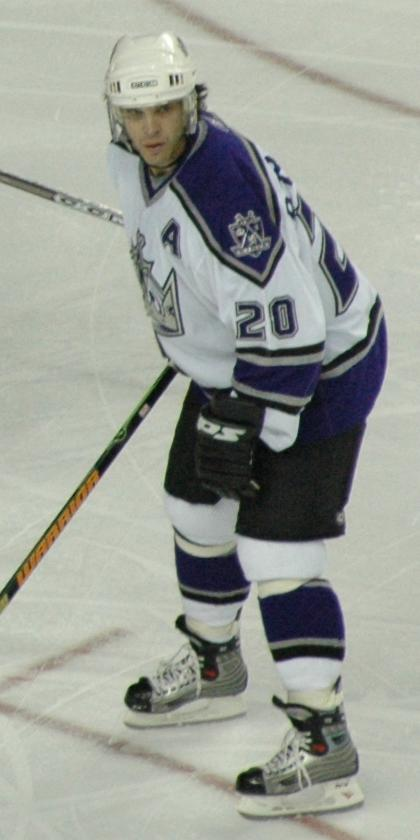
Luc Robitaille.

Ett urval av ishockeyspelare som har spelat en del av sina ungdomsår i M18AAA.
| Målvakter - Martin Brodeur - Corey Crawford - Stéphane Fiset - Jean-Sébastien Giguère - Roberto Luongo - Felix Potvin - Patrick Roy - José Théodore | Backar - François Beauchemin - Marc Bergevin - Philippe Boucher - Patrice Brisebois - Sylvain Côté - J.J. Daigneault - Éric Desjardins - Bobby Dollas - Bruno Gervais - Kris Letang - Michel Petit - Stéphane Quintal - David Savard - Marco Scandella - Marc-Édouard Vlasic | Forwards - Donald Audette - Steve Bégin - Éric Bélanger - Patrice Bergeron - Steve Bernier - Pierre-Marc Bouchard - Gabriel Bourque - Derick Brassard - Daniel Brière - Benoît Brunet - Guy Carbonneau - Alex Chiasson - René Corbet - Alexandre Daigle - Vincent Damphousse - Éric Dazé - David Desharnais - Jean-Pierre Dumont - Simon Gagné - Jonathan Huberdeau - Joé Juneau - Alexander Killorn - Normand Lacombe - Ian Laperrière - Maxim Lapierre - Claude Lapointe - Martin Lapointe - Georges Laraque - Claude Lemieux - Jocelyn Lemieux - Mario Lemieux - Matthew Lombardi - Randy McKay - Torrey Mitchell - Sergio Momesso - Pierre-Alexandre Parenteau - Mathieu Perreault - Yanic Perreault - Jason Pominville - Mike Ribeiro - Luc Robitaille - Pascal Rhéaume - Stéphane Richer - Antoine Roussel - Martin St. Louis - Maxime Talbot - Alex Tanguay - Pierre Turgeon - Sylvain Turgeon |